# Campionati europei a squadre di judo 2024
I Campionati europei a squadre di judo 2024 si sono svolti a Zagabria, in Croazia, il 28 aprile 2024.

## Partecipanti
Hanno preso parte alla competizione judoka in rappresentanza di 10 nazioni e la squadra degli atleti rifugiati. Gli atleti sono stati i seguenti.
| Squadra          | Uomini                                   | Uomini                            | Uomini                                | Donne                               | Donne                               | Donne                               |
| Squadra          | 73 kg                                    | 90 kg                             | +90 kg                                | 57 kg                               | 70 kg                               | +70 kg                              |
| ---------------- | ---------------------------------------- | --------------------------------- | ------------------------------------- | ----------------------------------- | ----------------------------------- | ----------------------------------- |
| Austria          | Samuel Gassner Lukas Reiter              | Bernd Fasching                    | Laurin Boehler Movli Borchashvilli    | Laura Kallinger Verena Hiden        | Magdalena Krssakova                 | Maria Höllwart                      |
| Bulgaria         | Mark Hristov Denislav Ivanov             | Georgi Gramatikov Ivaylo Ivanov   | Daniel Dichev Boris Georgiev          | Ivelina Ilieva Snezhana Gramatikova | Lidia Brancheva Yoana Manova        | Irina Zhelezarska                   |
| Croazia          | Robert Klačar                            | Josip Bulić Dominik Družeta       | Marko Kumrić Zlatko Kumrić            | Dora Bortas Tihea Topolovec         | Lara Cvjetko Barbara Matić          | Ivana Šutalo Helena Vuković         |
| Francia          | Joan-Benjamin Gaba Maxime Gobert         | Eniel Caroly Alexis Mathieu       | Mathéo Akiana Mongo Khamzat Saparbaev | Priscilla Gneto Faïza Mokdar        | Margaux Pinot Florine Soula         | Léa Fontaine Julia Tolofua          |
| Georgia          | Giorgi Chikhelidze Lasha Shavdatuashvili | Lasha Bekauri Giorgi Jabniashvili | Saba Inaneishvili Guram Tushishvili   | Eteri Liparteliani Nino Loladze     | Eter Askilashvili Mariam Tchanturia | Nino Gulbani Sophio Somkhishvili    |
| Germania         | Jano Rübo                                | Johann Lenz                       | Johannes Frey                         | Jana Ziegler                        | Samira Bock                         | Renée Lucht Anna Monta Olek         |
| Ungheria         | Bence Pongrácz Dániel Szegedi            | Roland Gőz                        | Levente Dobos                         | Róza Gyertyás                       | Jennifer Czerlau                    | Nikolett Sági                       |
| IJF Refugee Team | Kavan Majidi Mohammad Rashnonezhad       | Sibghatullah Arab                 | Adnan Khankan                         | Muna Dahouk                         | Nigara Shaheen                      | Mahboubeh Barbari Zharfi            |
| Italia           | Edoardo Mella Manuel Parlati             | Lorenzo Rigano                    | Kwadjo Anani Nicholas Mungai          | T-D Capanni Dias                    | Martina Esposito Irene Pedrotti     | Erica Simonetti Giorgia Stangherlin |
| Paesi Bassi      | Koen Heg                                 | Ian van Herk                      | Simeon Catharina Jelle Snippe         | Pleuni Cornelisse                   | Margit de Voogd                     | Carmen Dijkstra                     |
| Serbia           | Strahinja Bunčić Filip Jovanović         | Darko Brašnjović Nemanja Majdov   | Bojan Došen Igor Vračar               | Marica Perišić Andrea Stojadinov    | Jovana Bunčić Jovana Čakarević      | Milica Cvijić Milica Žabić          |

## Risultati
| Evento               | Oro | Argento | Bronzo |
| Gara a squadre mista | Francia Joan-Benjamin Gaba Maxime Gobert Eniel Caroly Alexis Mathieu Mathéo Akiana Mongo Khamzat Saparbaev Priscilla Gneto Faïza Mokdar Margaux Pinot Florine Soula Léa Fontaine Julia Tolofua | Georgia Giorgi Chikhelidze Lasha Shavdatuashvili Lasha Bekauri Giorgi Jabniashvili Saba Inaneishvili Guram Tushishvili Eteri Liparteliani Nino Loladze Eter Askilashvili Mariam Tchanturia Nino Gulbani Sophio Somkhishvili | Serbia Strahinja Bunčić Filip Jovanović Darko Brašnjović Nemanja Majdov Bojan Došen Igor Vračar Marica Perišić Andrea Stojadinov Jovana Bunčić Jovana Čakarević Milica Cvijić Milica Žabić Germania Jano Rübo Johann Lenz Johannes Frey Jana Ziegler Samira Bock Renée Lucht Anna Monta Olek |

## Medagliere
| Posiz. | Nazione  | Oro | Argento | Bronzo | Totale |
| ------ | -------- | --- | ------- | ------ | ------ |
| 1      | Francia  | 1   | 0       | 0      | 1      |
| 2      | Georgia  | 0   | 1       | 0      | 1      |
| 3      | Serbia   | 0   | 0       | 1      | 1      |
| 3      | Germania | 0   | 0       | 1      | 1      |
| Totale | Totale   | 1   | 1       | 2      | 4      |